# إريك ماس
إريك ماس (بالألمانية: Erich Maas)‏ هو لاعب كرة قدم ألماني في مركز الهجوم، ولد في 24 ديسمبر 1940 في Prüm ‏ في ألمانيا. شارك مع منتخب ألمانيا لكرة القدم. أما مع النوادي، فقد لعب مع آينتراخت براونشفايغ وبايرن ميونخ ونادي باريس ونادي روان ونادي ساربروكن ونادي نانت.

## وصلات خارجية
- إريك ماس على موقع قاعدة بيانات كرة القدم.إي يو (الإنجليزية)
- إريك ماس على موقع بيانات كرة القدم. دي إي (الألمانية)
- إريك ماس على موقع ناشيونال فوتبول تيمز (الإنجليزية)
- إريك ماس على موقع عالم كرة القدم.نت (الإنجليزية)